# 1723년
1723년은 금요일로 시작하는 평년이다.

## 연호
- 청(淸) 옹정(雍正) 원년
- 일본(日本) 교호(享保) 8년
- 후 레 왕조(後黎朝) 바오타이(保泰) 4년

## 기년
- 류큐(琉球) 쇼케이왕(尚敬王) 11년
- 청(淸) 세종 옹정제(世宗 雍正帝) 원년
- 조선(朝鮮) 경종(景宗) 3년
- 후 레 왕조(後黎朝) 유종(裕宗) 19년

## 탄생
- 6월 5일 - 영국의 경제학자 애덤 스미스. (~1790년)
- 12월 8일 - 프랑스의 사상가 폴 티리 돌바크. (~1789년)

### 미상
- 조선 후기의 문신 이담. (~1775년)